# Minuni evreiești
Minunile în contextul evreiesc sunt minunile realizate de unii evrei și se deosebesc de minunile descrise la alte popoare prin faptul că erau verificate printr-un studiu exact al textelor biblice și li se atribuiau doar două surse: Dumnezeu sau satana.

## Motivația minunilor
În contrast cu alte minuni (mai ales cele elenistice) multe din miracolele evreiești au mai multe semne de credibilitate. În lumea elenistică minunile erau văzute ca dovezi de autoritate divină, iar lumea elenistică credea că oameni importanți, ca împărații și împărătesele, sunt zei și zeițe. Din această cauză admiratorii lor le înfrumusețeau viața cu povestiri inventate despre miracole. (Vezi, de exemplu, Viața lui Apollonius din Tyana de Philostratus). În lumea evreiască lucrurile erau (sunt) total diferite: pentru ei minunile sunt semne care arătau spre anumite adevăruri pe care Dumnezeu voia să le descopere. În plus față de celelalte popoare, evreii înțelegeau că nu toate minunile sunt de la Dumnezeu, că unele sunt de natură satanică.
„Dacă se va ridica în mijlocul tău un proroc sau un visător de vise care-ți va vesti un semn sau o minune, și se va împlini semnul sau minunea aceea de care ți-a vorbit el zicând: "Haidem după alți dumnezei" - dumnezei pe care tu nu-i cunoști - "și să le slujim!" să n-asculți cuvintele acelui proroc sau visător de vise, căci Domnul Dumnezeul vostru vă pune la încercare ca să știe dacă iubiți pe Domnul Dumnezeul vostru din toată inima voastră și din tot sufletul vostru. Voi să mergeți după Domnul Dumnezeul vostru și de El să vă temeți; poruncile Lui să le păziți; de glasul Lui să ascultați; Lui să-I slujiți și de El să vă alipiți. Prorocul sau visătorul acela de vise să fie pedepsit cu moartea, căci a vorbit de răzvrătire împotriva Domnului Dumnezeului vostru care v-a scos din țara Egiptului și v-a izbăvit din casa robiei, și a voit să te abată de la calea în care ți-a poruncit Domnul Dumnezeul tău să umbli. Să scoți astfel răul din mijlocul tău.”—Deuteronom 13: 1-5
În acest context, se explică de ce autoritățile religioase nu au fost impresionate de minunile lui Iisus și principala lor preocupare era sursa puterii lui Iisus:
„Dar fariseii ziceau: „Cu ajutorul domnului dracilor scoate El dracii!””—Matei 9:34
De aceea, după ce aceștia au tras concluzia că Iisus nu face minuni cu puterea lui Dumnezeu, ei trebuiau să asculte de legea din Deuteronom de mai sus: Prorocul sau visătorul acela de vise să fie pedepsit cu moartea.
Noul Testament grecesc folosește două cuvinte grecești pentru cuvântul minune: primul este dynamis (greacă: δυνάμεις) care are sensul literal de „o lucrare de putere” și semeion (greacă: σημεῖον), folosit mai rar de scriitorii greci, care are sensul de „semn”. Prin urmare o definiție a termenului minune folosit în Noul Testament ar fi „o lucrare de putere rară sau neobișnuită ce indică sau arată către un fapt semnificativ”. Scriitorii evangheliilor reflectă o percepție evreiască asupra lumii și nu elenistică.

## Minunea lui Honi
Iosephus Flavius scrie despre Onias cel drept (Honi ha-M'agel, Desenatorul de Cercuri, ebraică:חוני המעגל) că era un hasidim din secolul I î.Hr.. În Mișna: Taanith 3.8. se spune că evreii i-au spus lui Honi să se roage ca să plouă. El s-a rugat dar nu a început să plouă. Atunci el a desenat un cerc, s-a rugat iar, și a început să picure. Honi i-a spus lui Dumnezeu că nu asta a cerut. Așa că a început să plouă cu găleata. Din nou, Honi i-a spus lui Dumnezeu că nu asta a cerut. În cele din urmă a început să cadă o ploaie de har, binecuvântare și belșug. Cu toate că evreii știau că Honi este pios și că Dumnezeu răspunde rugăciunilor sale, ei credeau că este ca un fiu răsfățat în fața lui Dumnezeu; șefii religioși mai mult îl tolerau decât îl îndrăgeau. Iosephus Flavius relatează că Honi a fost în cele din urmă ucis cu pietre de către o gloată mânioasă de evrei. În raport cu unele miracole ale altor popoare (de exemplu: Miracolul lui Dionis), acest miracol pare istoricește credibil: incidentul este relatat de martori oculari care nu erau admiratori entuziaști ai lui Honi, iar miracolul nu pare a fi opera unei farse sau a unei magii: el procedează la fel ca un profet care se roagă în fața lui Dumnezeu pentru o nevoie urgentă a oamenilor: ploaia. (Vezi rugăciunile lui Ilie în același scop).

## Minunile lui Hanina ben Dosa
Hanina ben Dosa (ebraică: חנינא בן דוסא‎) era un învățat și înfăptuitor de miracole din Galileea secolului I. S-a născut la 16 km nord de Nazaret. Toată activitatea sa a avut loc înainte de anul 70. A fost contemporan cu apostolul Pavel dar nu se știe dacă s-au întâlnit. Despre el este scris că l-a vindecat pe fiul lui Rabban Gamliel (sau Gamaliel, ebraică: רבן גמליאל דיבנה‎, despre care se presupune că Pavel i-a fost învățător).
Hanina, ca și alți hasidimi carismatici, a ignorat tradițiile legii orale și se pare că stă în tradiția profețiilor manifestând semnele unuia care are o relație adevărată cu Dumnezeul lui Israel. De asemenea el a făcut să înceapă să plouă prin rugăciune.